# Pašedu
| G40 | A | V22 · d | V1 · D40 |

| G40 | A | V22 · d | V1 · D40 |

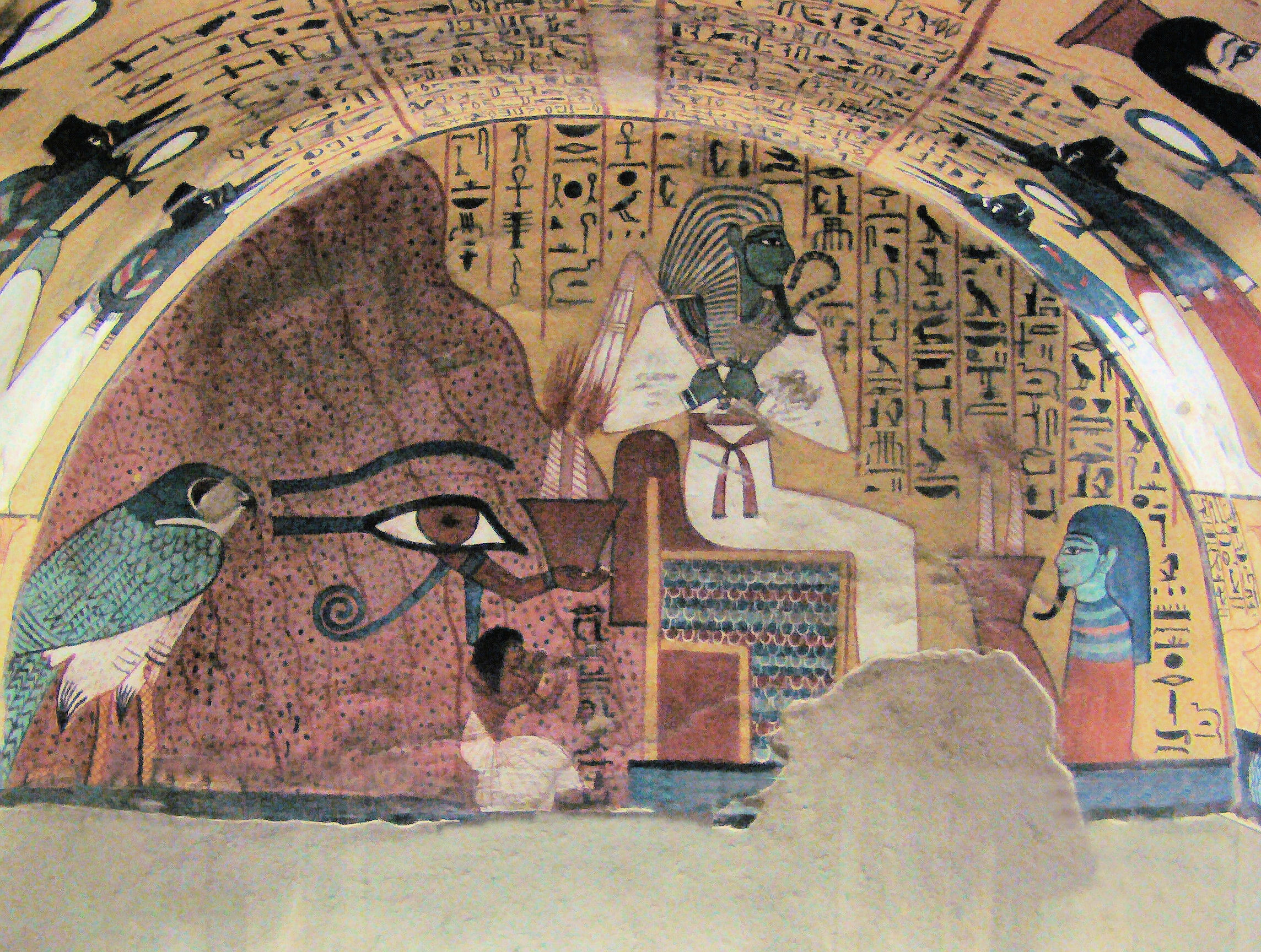
Hrobka Pašedu – TT3

Pašedu byl egyptský řemeslník z Dér el-Mediny za vlády Setiho I. Jeho matka byla Menna a otec Huj. Jeho manželka se jmenovala Nedžmet-behdet. Byl pohřben v hrobce je TT3. Možná mu patřila i hrobka TT326.
V hrobce TT3 je uveden Pašeduův syn Menna, který byl pojmenován po otci Pašedua. V hrobce je zmíněn i další syn jménem Qaha. Je možné, že měl i syna jménem Nebenmaat, který je zmíněn v hrobce TT219. 